# Batalla de Melàncies
La batalla de Melàncies (en grec Μάχη τής Μελαντιάς), que va tenir lloc l'any 559, va ser una batalla entre els exèrcits dels kutrigur, comandats per Zabergan, i l'Imperi Romà d'Orient, sota el comandament del general Belisari. Encara que eren superats substancialment en nombre, l'exèrcit romà d'Orient va guanyar decisivament la batalla i va obligar els kutrigurs a retirar-se en desordre. Aquesta va ser la darrera batalla en la qual Belisari va comandar una força militar.

## Context
Durant l'hivern de 558, Zabergan va dirigir un important exèrcit kutrigur que va travessar el riu Danubi mentre estava glaçat. Aquest exèrcit va envair la Mésia i la Tràcia, amenaçant la mateixa ciutat de Constantinoble. L'emperador Justinià I va recórrer al general retirat Belisari. Belisari va reunir una petita força de 300 veterans, juntament amb milícies locals, per tal d'expulsar els kutrigurs de les muralles teodosianes.

## Batalla
Belisari va decidir avançar per tal de trobar els kutrigur i va establir el seu campament a pocs quilòmetres del seu oponent a Melantias, un assentament a uns 30 quilòmetres de Constantinoble. Zabergan va voler agafar els romans per sorpresa i va abandonar el seu campament amb 2.000 genets, però va ser Belisari qui els va sorprendre. En trobar-se amb els romans, els genets van començar a apropar-se al reduït front de veterans, però van ser atacats pels flancs per grups amagats de foners i llençadors de javelines. Això va fer que les files dels genets es desorganitzessin. En aquest moment, i segons l'historiador romà Agàties, Belisari va utilitzar un estratagema per fer creure als kutrigurs que s'enfrontaven a una força important; va demanar als pagesos locals que s'escampessin pel bosc i colpegessin els arbres per tal d'aixecar molta pols i d'aquesta manera espantar els cavalls dels kutrigur. La unitat de kutrigurs que es va apropar a la zona va entrar en pànic i molts van morir.

## Conseqüències
Després de la derrota, els kutrigurs, juntament amb els seus aliat eslaus es van retirar. Van continuar breument saquejant Tràcia abans de creuar el Danubi i tornar a la seva terra natal.